# 베티 (1992년 영화)
《베티》(Betty)는 프랑스에서 제작된 끌로드 샤브롤 감독의 1992년 드라마 영화이다. 마리 뜨랭띠냥 등이 주연으로 출연하였다.

## 출연

### 주연
- 마리 뜨랭띠냥
- 스테판 오드랑
- 장-프랑수아 가로드

### 조연
- 이베스 램브러트
- 크리스티안 미나졸리
- 피에르 베르니에
- 피에르 마터트
- 토머스 샤브롤
- 이브 베르오방
- 헨리 아탈